# جو کولون
جو کولون (به انگلیسی: Joe Colon ؛ زادهٔ ۲۲ ژانویهٔ ۱۹۹۱) کشتی‌گیر آزادکار اهل آمریکا است.
از افتخارات وی می‌توان به کسب مدال برنز مسابقات قهرمانی کشتی جهان ۲۰۱۸ اشاره کرد.

## مسابقات قهرمانی کشتی جهان ۲۰۱۸
کولون در وزن ۶۱ کیلوگرم کشتی آزاد مسابقات قهرمانی کشتی جهان ۲۰۱۸ بوداپست حاضر بود که در مسابقه های اول و دوم ایوان بیلیچاک از اوکراین و ولادیمیر دابوف از بلغارستان را شکست داد اما در نیمه نهایی به یولیس بون از کوبا باخت و به دیدار رده‌بندی رفت. وی در دیدار رده‌بندی محمدباقر یخکشی از ایران را شکست داد و مدال برنز وزن ۶۱ کیلوگرم را بدست آورد.